# Ruethenfest

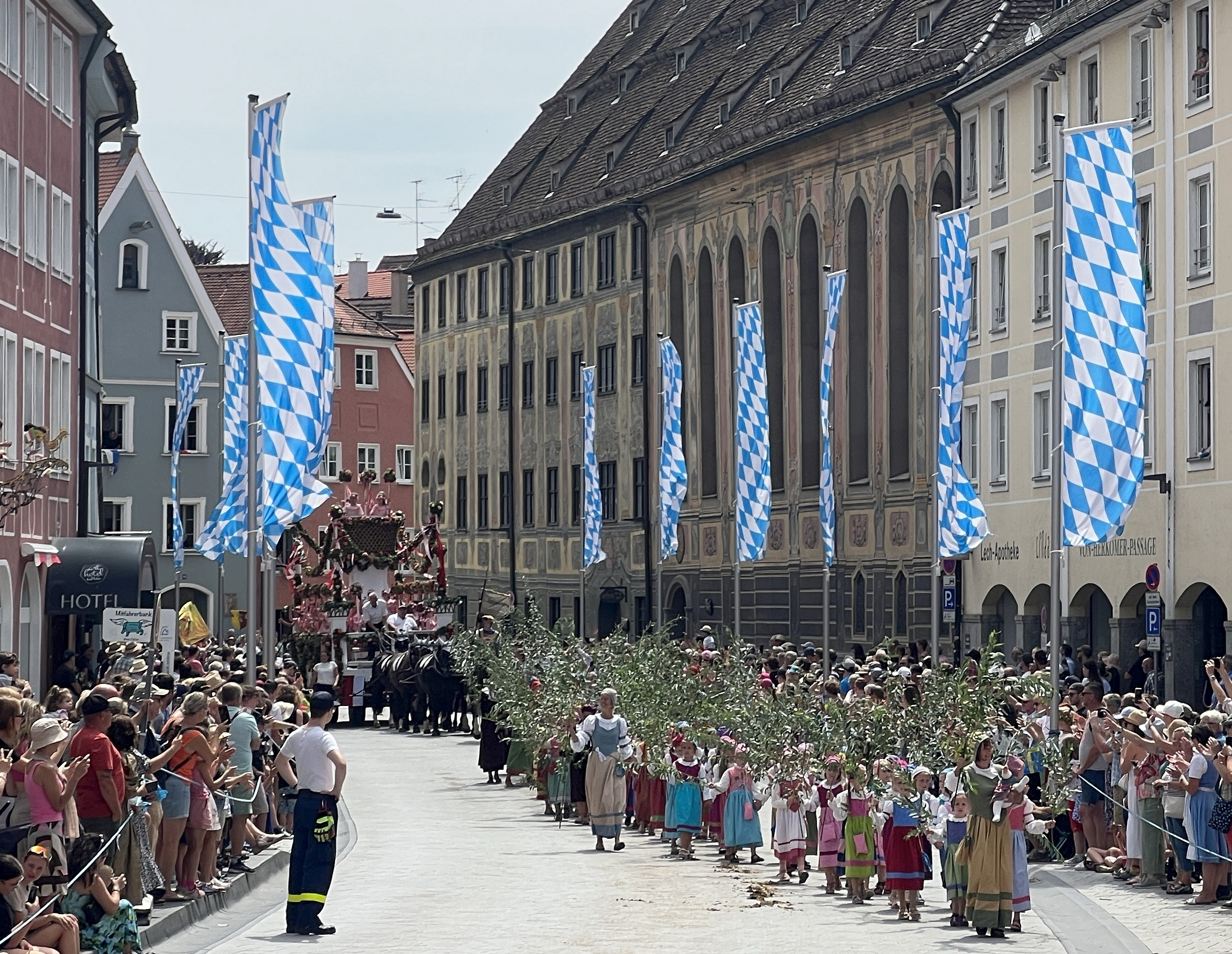
Festzug 2023: „Ruethenzug der Mädchen mit Präzeptoren“

Das Ruethenfest in Landsberg am Lech ist ein Volksfest in Bayern. Das Fest findet alle vier Jahre statt und dauert mehrere Tage. Beim Ruethenfest stellen Kinder die Geschichte der oberbayerischen Stadt dar. Es besteht aus Tänzen, Umzügen und auch fröhliches Lagerleben wird gezeigt. Im Mittelpunkt des Ruethenfests steht ein prachtvoller Festzug mit Pferdegespannen und geschmückten Wagen.

## Herkunft
Das Fest entstand angeblich aus einem Brauch, der jährlich im Mai stattfand. Lehrer und Schüler zogen an einem schönen Tag in einen nahen Wald und schnitten Weiden und Haselnussruten, die sie am Abend mit Gesang in die Stadt brachten. Die Ruten dienten zur Züchtigung der Schüler und galten als Amtszeichen des Lehrers. Das Rutenfest Ravensburg scheint seinen Ursprung in einem ähnlichen Ritual zu haben. Quellen sprechen davon, dass es auch in anderen Städten diesen Brauch gab. In Landsberg ist dieser Brauch das erste Mal für das Jahr 1751 nachweisbar.

## Ruethenfestspiel
Die Festwoche des Ruethenfests wird seit 1905 mit einem Festspiel zur Stadtgeschichte im Stadttheater Landsberg ergänzt.
Eine Sonderstellung durch die mythologischen Thematik und die Darstellungsform mit Theater auf Stelzen im öffentlichen Raum nahm das sogenannte RuethenFestSpiel im Jahr 2011, 2012 und 2015 ein. Dazu hatten Wolfgang Hauck und Peter Pruchniewitz mit dem Theater Die Stelzer im Rahmen eines dreijährigen Jugendprojekts das Freilichttheater Licca Line – eine Fahrt ins sagenhafte Damasia realisiert und die lokalen Legenden und Sagen in den thematischen Rahmen einer klassischen Heldenreise eingebettet. Für diese Festspielproduktion im Rahmen des Ruethenfests 2011 und der 850-Jahr-Feier der Stadt Landsberg am Lech 2012 wurde Hauck und Pruchniewitz 2012 mit dem Ellinor Holland Kunstpreis ausgezeichnet.